# 悲伤综合症
《悲伤综合症》（日语：グリーフシンドローム，Grief Syndrome）为日本同人游戏组织黄昏边境基于动画《魔法少女小圆》开发的同人2D横版动作游戏，支持三名玩家操作。其战斗背景和战斗人物设定均忠于原著描述。于2011年8月11日在Comic Market 80发布。

## 登场人物

### 魔法少女
鹿目圓（Kaname Madoka）
属于远攻型，灵魂值最高，攻击力不强但可以蓄力来加强，近战能力很差。必殺技为原地箭雨。
武器：动画版的木弓和魔法能量箭
曉美焰（Akemi Homura）（黑长直版）
属于远攻型，灵魂值最低，但攻击力也很高，出招空门比鹿目圓小。必殺技为时间暂停，藉由時停累積的大量攻擊，於結束後一次放出。
武器：手枪，机枪，迫击炮，手榴弹
美樹沙耶香（Miki Sayaka）
属于近攻型，恢复速度快，灵活，攻击力较高但范围小，容易攻击敌人时同时被敌人伤害。必殺技为无攻击冲前，要同时按攻击键才有攻击效果。
武器：军刀。
巴麻美（Tomoe Mami）
属于带近身攻击的远攻型，有两个常用攻击招数带有近身攻击判定（是魔法少女远攻型唯一有近身攻击判定）。必殺技为Tiro Finale，巨型燧发枪的高伤害攻击，可连续攻击输出，但消耗大，容易在恢复时受到伤害。
武器：魔法变出的燧发枪。
佐倉杏子（Sakura Kyōko）
属于偏远身的近攻型，攻击都为近身较远距离，且都为面伤害，但较难近身防护，灵魂值也较高，较易上手，必殺技为具有防护和阻拦作用的结界圈。
武器：软鞭长矛。

### 魔女和手下使魔
第一关：「玫瑰園」的魔女
不喜歡人胡亂進入她的控制範圍，以玫瑰和魔力去置他們於死地。
「造園」的使魔
「玫瑰園」的魔女之園藝師。任務是造園，其鬍子是魔女所賞賜。初次登場時說的語言是德文。
「警戒」的使魔
的魔女之警衛。其鬍子是魔女所賞賜。發現人時會鳴響警戒的聲音，也可化身為荊棘。視力為2.5。
第二关：「零食」的魔女‧Charlotte
誕生源於貪戀。想獨攬一切，絕不死心。能無限產生零食，但不能製作最愛吃的乳酪，算是一個弱點。有著同於原著，將角色一口咬死(game over)的攻擊方式。
「尋找乳酪」的使魔
Charlotte的乳酪搜尋隊，不過不太可靠。
第三关：「箱」的魔女
誕生源於憧憬。身體被金屬條閉固。可用箱子輕易看穿人心並投射在顯示屏上，以達成不到的憧憬迷惑人心。
「搬運」的使魔
「箱」的魔女所屬的搬運者。能很輕鬆地搬運任何碰到的物體及改變其形態。
第四关：「影」的魔女
誕生源於唯我獨尊。在結界的世界中一直祈禱，把所有生命奉獻給形態不變的影子。要先理解黑暗的痛苦才能打敗。
「盲信」的使魔
「影」的魔女的盲目追隨者，由被影之魔女所拯救之生命體所集合而成，十分渴望同胞。
第五关：「舞台裝置」的魔女（魔女之夜）
通稱：魔女之夜（Walpurgis Night），本名不明。齒輪持續迴轉為愚者的象徵，在歷史中被流傳的神秘魔女，通稱瓦爾普吉斯之夜。
「小丑」的使魔
舞台裝置魔女的手下。名字未知。強大的魔力聚集而成的無數魂魄。瓦爾普吉斯之夜本體到底是其中的哪一位，或者是多數的魂魄集合而產生的幻影，至今仍無人知曉。
隐藏关：「人魚」的魔女
結界是一個曾令她動容的演奏廳。擁有背負多種回憶但不會通往未來的命運之輪。不能輕易接觸的她，什麼都不想理解。對於阻礙演奏的人報以仇恨。

## 游戏设定
游戏以一个周目为单位，一个周目共五关（加上一个隐藏关卡），对应动画中的其中六个主要登场魔女（其中包括一个隐藏魔女）。中途不能存档，只有完成一个周目才计算总成绩和记录成就。在进行周目中，一个魔法少女的灵魂点数在挑战关卡时耗尽就被判定为死亡，关卡挑战失败，在该周目无法再使用。每完成一次周目会打开已完成周目数的平方加一个周目（初步确定为直至可挑战周目数的储存位内存溢出为止），每周目仅在难度上的不同，关卡内容均一样。

## 隐藏要素
本游戏存在多个结局，是依据完成一个周目后剩下可用的魔法少女判定的，已确定为10个，分别为：
1. 全员生还
2. 只有巴麻美生还
3. 只有美樹沙耶香和佐仓杏子生还
4. 只有晓美焰和鹿目圆生还
5. 只有美樹沙耶香阵亡
6. 只有巴麻美阵亡
7. 只有佐仓杏子阵亡
8. 只有鹿目圆阵亡
9. 只有美樹沙耶香和鹿目圆阵亡
10. 除了上述的其他狀況

在挑战第五关卡成功，即完成一次周目时，会出现滚动的制作人员名单和结局画面，不同的结局会对应不同的画面。
除外，在挑战第五关卡前，美樹沙耶香战死的话，可以打开隐藏关卡，而且必须完成该关卡才能挑战第五关卡。如果在挑战第五关卡时美樹沙耶香战死的话，也同样能打开隐藏关卡，不过可以跳过隐藏关而直接挑战第五关。

## 1.1版更新
修正了部分BUG（如回合超过100后会出现的程序崩毁），除外，增加了两个可用角色。
曉美焰（Akemi Homura）（黑麻花版）
属于远近混合攻击型，武器体系没黑长直版曉美焰丰富，对玩家操作有更高的要求，绝招仍为时间暂停，此外等級與黑長直版共用。
武器：高尔夫球棍，可储力射击的手枪，定时炸弹（唯一也会对己方战友做成伤害的武器），霰弹枪
出现条件：选择曉美焰时按上键就可显示和选择
丘比（Kyūbē）
无任何攻击方式，只能坐下跟在地上翻滾，属于战死玩家为保证游戏进行的酱油角色，沒有血量，會被己方的攻擊打到而死亡，而唯一的能力是无限替身，即无限次死后复活（但已知有可以无法通过下一场景的BUG）。
出现条件：只出现于非1P模式，当剩下的魔法少女不足够玩家选择时，玩家选择死去的魔法少女便会选中丘比(當魔法少女全員死亡後，雖然可以到达選擇角色的選單，但即使選擇角色也無法進行遊戲)。

## 注脚
1. ↑  http://www.acfun.tv/v/ac221973/index.html%5B%5D
2. ↑  .   [2011-10-03]. （原始内容存档于2020-09-19）.